# Am Mellensee
Am Mellensee – gmina w Niemczech w kraju związkowym Brandenburgia, w powiecie Teltow-Fläming.

## Dzielnice
W skład gminy wchodzą następujące dzielnice:
- Gadsdorf
- Klausdorf
- Kummersdorf-Alexanderdorf
- Kummersdorf-Gut
- Mellensee
- Rehagen
- Saalow
- Sperenberg